# Sandra Sigurðardóttir
Sandra Sigurðardóttir, född 2 oktober 1986, är en isländsk fotbollsspelare. Hon spelar i Stjarnan och för Islands landslag. 

## Meriter

### Utmärkelser
- Årets fotbollsspelare i Siglufjörður 2001
- Årets idrottare i Siglufjörður 2002
- Bästa spelare i Stjarnan 2008